# Аккуавіва
Аккуавіва — одне з дев'яти міст Сан-Марино. Названо на честь відомого джерела води.